# Liu Guoke
Liu Guoke (chiń. 劉國科; ur. 8 marca 1972) – chiński zapaśnik w stylu klasycznym. Olimpijczyk z Atlanty 1996, gdzie zajął dziewiętnaste miejsce w kategorii 130 kg.
Dwukrotny uczestnik mistrzostw świata, trzynasty w 1991. Zdobył dwa złote medale na mistrzostwach Azji - w 1991 i 1996 roku.